# Свети Николай (Талин)
„Свети Николай“ (на естонски: Niguliste kirik) е средновековна бивша църква в Талин, Естония.
Посветена е на свети Николай, патрон на рибарите и моряците. Построена е през XIII век, частично е разрушена по време на съветските бомбардировки над Талин през Втората световна война.
Впоследствие е ремонтирана и през 2015 г. в нея е разположена част от Естонския музей на изобразителното изкуство, в която е представено най-вече еклесиастично изкуство от Средновековието насам. Сградата понякога бива ползвана и като концертна зала.

## История
Църквата е основана и построена около 1230 – 1275 г. от вестфалски търговци, дошли от Готланд през XIII век. Докато градът все още не е укрепен, църквата разполага с укрепени входове и места за укриване на бежанци. След завършването на крепостните стени около Талин през XIV век, църквата „Свети Николай“ губи защитната си функция и се превръща в типична средновековна църква. Само няколко части от първоначалната църква са запазени до модерното време.
През 1405 – 1420 г. „Свети Николай“ придобива настоящия си облик, когато централното крило е построено по-високо от страничните крила и църквата е престроена като цяла базилика. През 1515 г. кулата е направена по-висока и в късноготически стил. В късния XVII век кулата е подсилена и подсигурена, както и променена в бароков стил с въздушни галерии и качвана по-високо постъпателно в продължение на няколко века. Днес кулата е висока 105 метра.
„Свети Николай“ е единствената църква в Талин, която остава незасегната от иконоборството, започнало вследствие на Реформацията през 1523 или 1524 г. Главата на църквата налива олово в ключалките на църквата и нападателите не успяват да проникнат в нея.
На 9 март 1944 г. църквата е сериозно разрушена от съветските бомбардировки над Талин през Втората световна война. Последвалият огън превръща църквата в руина и разрушава по-голямата част от интериора ѝ (с изключение на капелата на Свети Антоний). Кулата продължава да пуши около месец. Повечето художествени ценности оцеляват благодарение на навременната им евакуация от църквата. Ремонтът на църквата започва през 1953 г. и е завършен през 1981 г.
Кулата на църквата е повредена отново от огън на 12 октомври 1982 г.
След като ремонтът е завършен под ръководството на Вилем Рам (Villem Raam) църквата е отворена отново през 1984 г. като музей и концертна зала. В нея е изложена колекция със средновековно изкуство на Естонския музей на изобразителното изкуство. Поради отличната си акустика, църквата е много популярна концертна зала.

## Картини
Най-известната картина в музея вероятно е „Танц на смъртта“ на любекския майстор Бернт Нотке. Само един фрагмент от оригиналната картина с ширина 30 метра (завършена през XV век) е запазен и понастоящем изложен в църквата „Свети Николай“.
Музеят разполага с няколко други значими късноготически и ранноренесансови творби. Някогашният олтар на цървата е изготвен между 1478 и 1481 г. в работилницата на любекския майстор-художник Хермен Роде. Картини на външните стени изобразяват живота на Свети Николай, в централната част и неотворените крила се намират над 30 дървени скулптури, формиращи т. нар. галерия на светците.

## Карл Евгений де Круа
Страничната капела на църквата приютява мумифицираното тяло на херцог Карл Евгений де Круа, командвал руската армия в Битката при Нарва през 1700 г., взет като пленник от шведския крал Карл XII. Карл Евгений де Круа умира през 1702 г., но не е погребан, тъй като никой не желае да плати за погребението му. Тялото е запазено в капелата и се превръща в атракция и изложено до 1897 г., когато властите най-сетне го погребват.